# Gare de La Ménitré
Gare de La Ménitré – przystanek kolejowy w La Ménitré, w departamencie Maine i Loara, w regionie Kraj Loary, we Francji.
Została otwarta w 1849 przez Compagnie du chemin de fer de Tours à Nantes. Jest przystankiem kolejowy Société nationale des chemins de fer français (SNCF), obsługiwanym przez pociągi TER Pays de la Loire, kursujących między Angers i Saumur.